# Cylindroiulus solis
Cylindroiulus solis är en mångfotingart som först beskrevs av Karl Wilhelm Verhoeff 1908.  Cylindroiulus solis ingår i släktet Cylindroiulus och familjen kejsardubbelfotingar. Utöver nominatformen finns också underarten C. s. albissolensis.